# Billet de 1 centime congolais
Recto
Verso
Chronologie
Billet 5CC
Le billet de 1 centime congolais est une pièce historique de la numismatique de la République démocratique du Congo, émis par la Banque Centrale du Congo. Ce billet est rapidement devenu obsolète en raison de sa très faible valeur d'achat et a été retiré de la circulation il y a plusieurs décennies.

## Historique
Le billet de 1 centime a été émis à une époque où l’économie congolaise traversait de grandes difficultés, marquées par une forte inflation. En raison de sa faible valeur, il a rapidement perdu son pouvoir d’achat, rendant sa circulation pratiquement inutile pour les transactions quotidiennes. L'hyperinflation des années 1990 a contribué à sa disparition progressive, car des billets de plus grande valeur étaient nécessaires pour répondre aux besoins économiques du pays,.
Au et à mesure que la monnaie se dépréciait, les billets de faible valeur, comme celui de 1 centime, furent retirés de la circulation. Aujourd'hui, il est devenu une pièce de collection, recherchée par les numismates et les amateurs d’histoire économique africaine, rappelant une période révolue du système monétaire congolais.

## Caractéristiques
Le billet de 1 centime est imprimé dans des teintes dominantes de violet et de rose, avec un style artistique typique des années de son émission. Les détails sur le billet montrent une scène agricole mettant en valeur les richesses naturelles et culturelles du Congo. On y trouve le célèbre volcan Nyiragongo, un volcan actif situé dans l'Est de la République Démocratique du Congo, symbolisant à la fois la fertilité de la terre et les forces naturelles du pays. À côté du volcan, des branches de café arabica rappellent l'importance de l'agriculture dans l'économie congolaise.
L'autre face du billet présente une image d'une femme effectuant la cueillette du café. Cette illustration représente le travail de la population congolaise et l’importance de la production de café pour l'économie nationale à cette époque. L’inscription Banque centrale du Congo et le nom du gouverneur de la banque au moment de l'émission, Masangu Mulongo, sont également visibles, ainsi que la date d'émission, le 1ᵉʳ novembre 1997.

### Caractéristiques techniques
- Valeur faciale : 1 centime
- Émetteur : Banque Centrale du Congo
- Date d’émission : 1er novembre 1997
- Matériau : Papier et coton
- Dimensions : Environ 120 mm x 70 mm
- Imagerie : Volcan Nyiragongo, café arabica, cueillette du café

## Utilisation et valeur

### Importance numismatique
Le billet de 1 centime congolais est aujourd'hui un objet de collection, prisé pour sa rareté et pour son aspect esthétique qui représente le patrimoine naturel et économique du Congo. Son obsolescence le rend d'autant plus unique pour les collectionneurs intéressés par l'histoire monétaire de la République Démocratique du Congo.
En somme, bien que ce billet de 1 centime ait rapidement disparu de la circulation en raison de sa faible valeur d'achat, il reste un témoignage de l'histoire économique et sociale du Congo, symbolisant à la fois la richesse de ses ressources naturelles et les défis économiques auxquels le pays a été confronté.